# Passiflora gibertii
Passiflora gibertii är en passionsblomsväxtart som beskrevs av N. E. Brown. Passiflora gibertii ingår i släktet passionsblommor, och familjen passionsblomsväxter. Inga underarter finns listade i Catalogue of Life.

## Bildgalleri

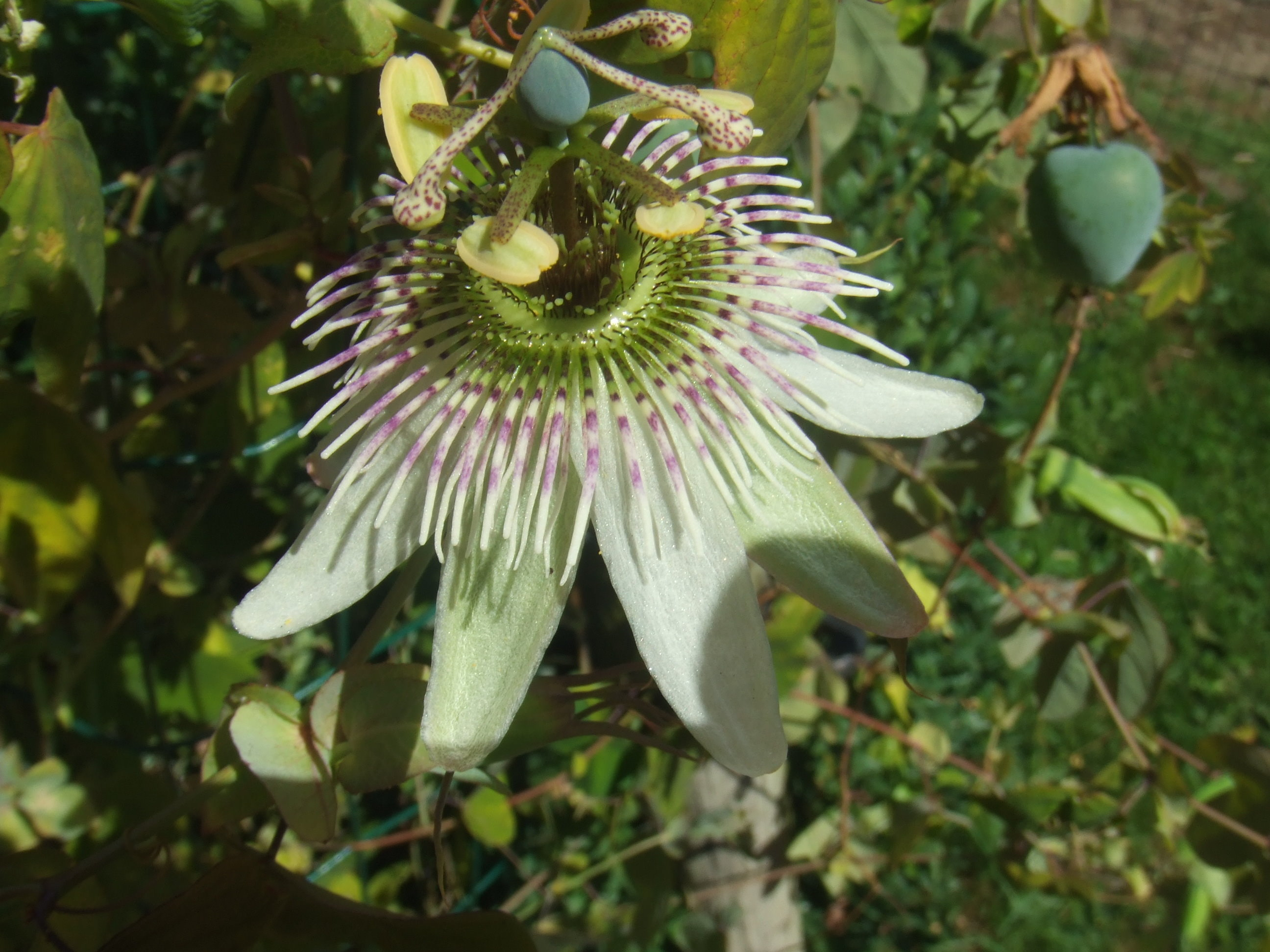